# Ivan Karel
Ivan Karel (* 16. února 1926 Praha) je český lékař působící v oboru oftalmologie.

## Život
V roce 1950 absolvoval Fakultu všeobecného lékařství Univerzity Karlovy v Praze. Po dokončení studií nastoupil jako sekundární lékař na II. oční kliniku Všeobecné fakultní nemocnice v Praze. Roku 1976 založil na této klinice, s využitím zahraničních zkušeností, Centrum vitreoretinální chirurgie, první takovéto centrum v tehdejším Československu. V roce 1961 se stal odborným asistentem a v roce 1983 docentem. Dne 1. července 1990 byl jmenován profesorem oftalmologie.
Pracoval  jako konzultant na Oční klinice JL v Praze 5 na Nových Butovicích. V roce 2007 byl pasován na Rytíře českého lékařského stavu. Věnuje se také publikační a přednáškové činnosti.